# اس‌اس پلئوس
اس‌اس پلئوس (به انگلیسی: SS Peleus) یک زیردریایی بود. این زیردریایی در سال ۱۹۲۸ ساخته شد.